# Lindau (Insel)

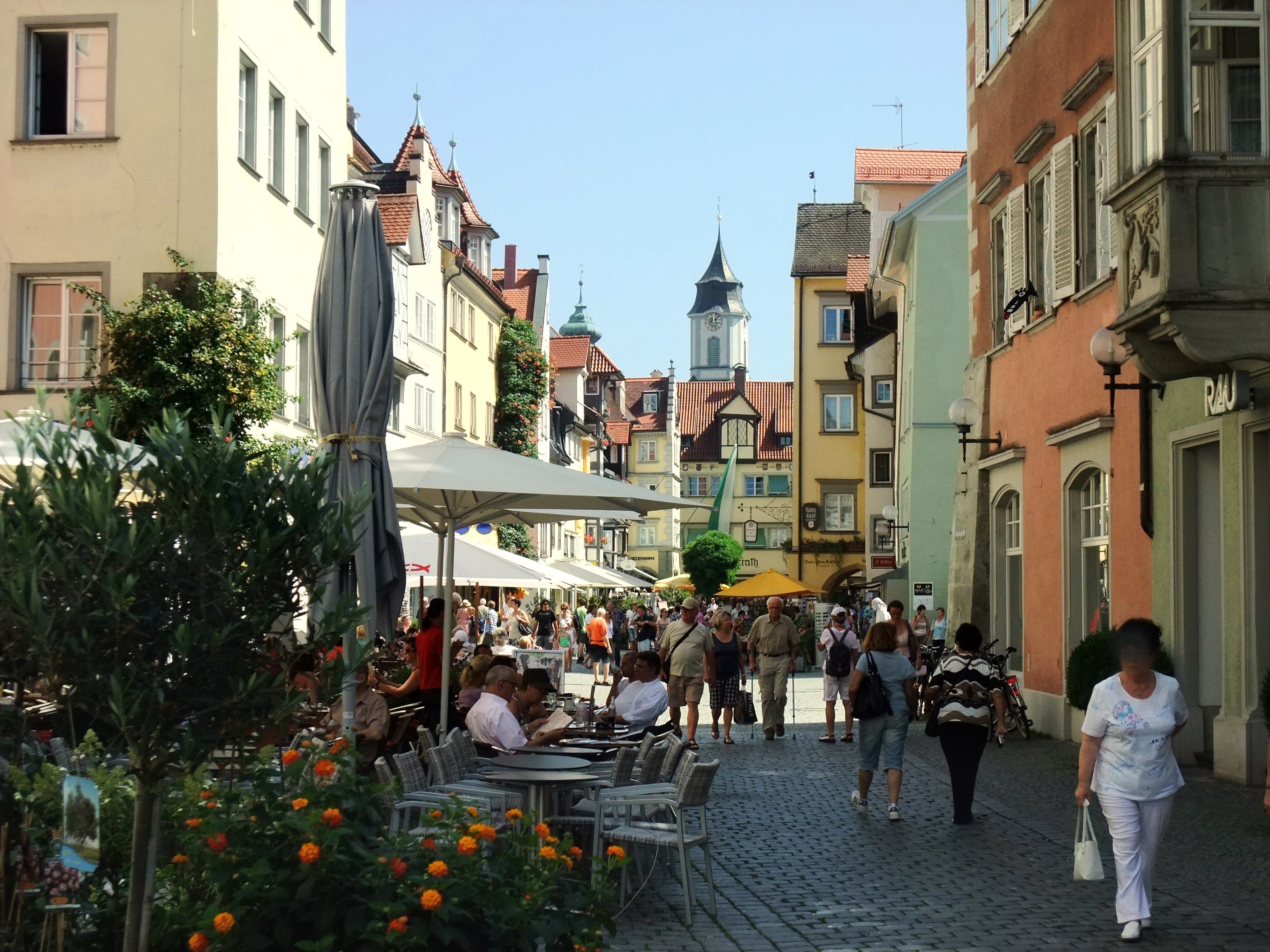
Maximilianstraße

Lindau ist eine Binnenseeinsel im östlichen Bodensee. Auf deren größeren östlichen Teil befindet sich die Altstadt der bayerischen Großen Kreisstadt Lindau. Die Insel Lindau, die flächenmäßig zwei Prozent und nach der Bevölkerung zwölf Prozent der Gesamtstadt auf sich vereinigt, bildet einen der zwölf verwaltungsmäßigen Stadtteile der Stadt Lindau. Der Stadtteil heißt schlicht Insel.

## Geographie
Die Insel Lindau hat 2858 Einwohner (Stand 2019) auf einer Fläche von 51,92 Hektar (0,52 km²). Damit ist Lindau nach Fläche und Bevölkerung die zweitgrößte Insel im Bodensee, nach der Reichenau. Jahrhundertelang lag Lindau bevölkerungsmäßig an erster Stelle und gab diese nach Bevölkerungsverlusten der Altstadt erst in den späten 1980er Jahren an die mehr als sieben mal so große und ländlich geprägte Reichenau im Untersee ab. Zur Volkszählung 1970 betrug die Einwohnerzahl der Insel noch 4413, 1904 sogar 5853.
Die Insel ist vom Lindauer Stadtteil Aeschach auf dem Festland durch den Kleinen See getrennt. Der Kleine See ist durch die 150 Meter lange Landtorbrücke, über die die Chelles-Allee verläuft, im Osten und durch den Lindauer Bodenseedamm im Westen begrenzt und nimmt eine Fläche von 19,31 Hektar ein. Eine Brücke gibt es an dieser Stelle bereits seit dem 13. Jahrhundert, wogegen der Eisenbahndamm im 19. Jahrhundert gebaut wurde. Der Eisenbahndamm ist viergleisig und hat darüber hinaus am östlichen Rand einen vielbenutzten Rad- und Fußgängerweg. Er weist zwei Brücken über Durchfahrten für Boote auf. Die über den Damm führende Strecke von Aeschach bis auf die Insel Lindau wurde als letztes Teilstück der Ludwig-Süd-Nord-Bahn, der heutigen Bahnstrecke Buchloe–Lindau (Allgäubahn), am 1. März 1854 in Betrieb genommen.
Die unter Denkmalschutz stehende Altstadt von Lindau nimmt den großen östlichen Teil der Insel Lindau ein. Im Zentrum liegt die Maximilianstraße mit den beiden Giebelfronten des Rathauses am Reichsplatz. Parallel zu der Maximilianstraße genannten Hauptstraße laufen im Süden die Ludwigstraße und im Norden die Grub. Beiden Straßen sieht man an ihrem gekurvten Verlauf noch die Entstehung innerhalb der mittelalterlichen Stadtmauer der Insel an. Eine kleinere, ehemals separate, Hintere Insel liegt westlich der historischen Stadtmauer und des zugeschütteten Stadtgrabens. Dieser hintere Inselteil wurde um 1970 durch die Aufschüttung einer Seefläche zwischen der Pulverschanze und der Sternschanze um gut vier Hektar vergrößert und nimmt jetzt mit elf Hektar gut ein Fünftel der Inselfläche ein. Dort befindet sich auch die Bodenseeklinik des HNO-Arztes und in ästhetischer Chirurgie tätigen Werner Mang. Der westlichste Punkt der gesamten Insel wird durch den 1508 errichteten Pulverturm und die 1902/03 dort errichtete ehemalige Luitpold-Kaserne markiert. Dort wurde 2021 die Bayerische Landesgartenschau ausgerichtet, um das künftige Wohngebiet zu verschönern.

## Geschichte
Die heutige Insel Lindau entstand aus ursprünglich drei separaten Inseln, die aus einer Moräne des Rheingletschers gebildet wurden:
1. Vordere Insel oder Hauptinsel mit der Altstadt von Lindau östlich der historischen Stadtmauer, durch den dort verlaufenden Stadtgraben von der Hinteren Insel abgetrennt
2. Hintere Insel westlich des ehemaligen Stadtgrabens und des heutigen Bahnhofs und der Gleise
3. Römerschanze oder Auf Burg, die kleinste der ehemaligen Inseln, vor dem späteren Hafen auf der Südseite

Auf der Karte von 1650 und ebenso in Resten in der von 1822 (lange vor dem Bau der Eisenbahn, die 1854 in Betrieb genommen wurde) sind die drei Inseln separat auszumachen:

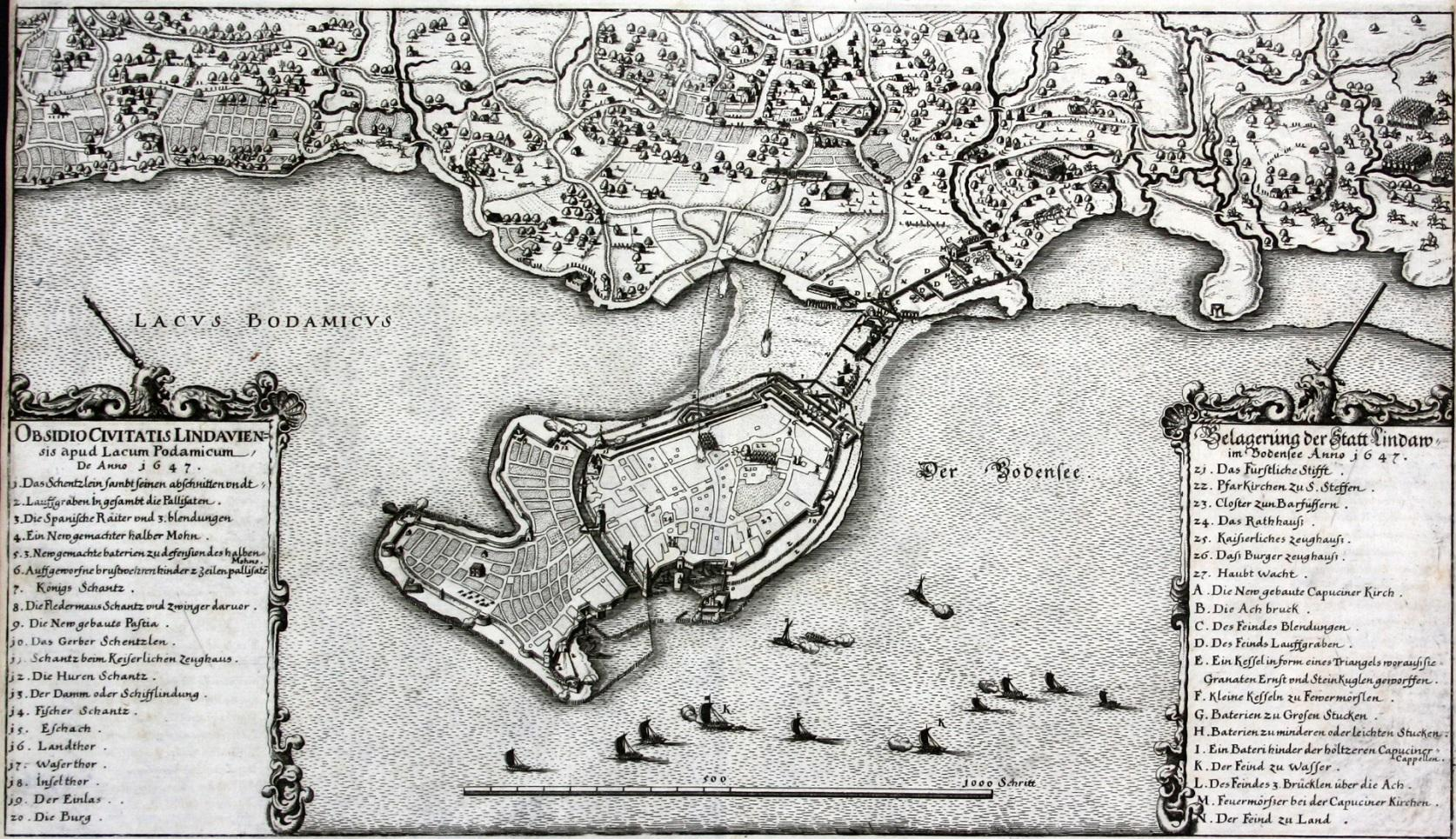
Karte der Insel Lindau von 1650, zeigt die Belagerung von 1647
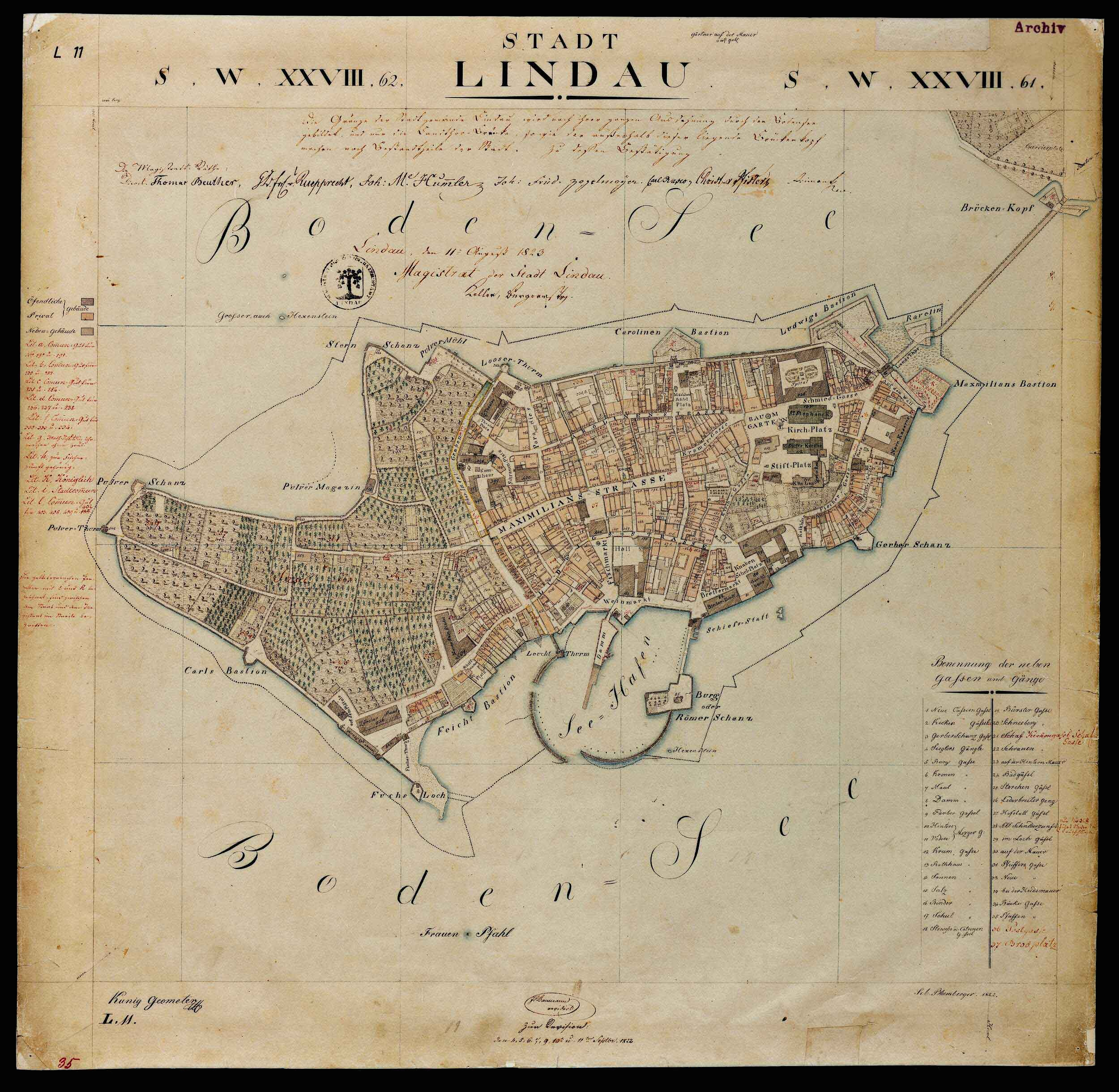
Karte der Insel Lindau von 1822

Auch 1831 heißt es noch: Das Städtchen Lindau liegt auf drei mit Brücken verbundenen Inseln im Bodensee…
Die weitere Geschichte der Insel Lindau ist untrennbar mit der Geschichte der Stadt Lindau verwoben.